# Зенит-С

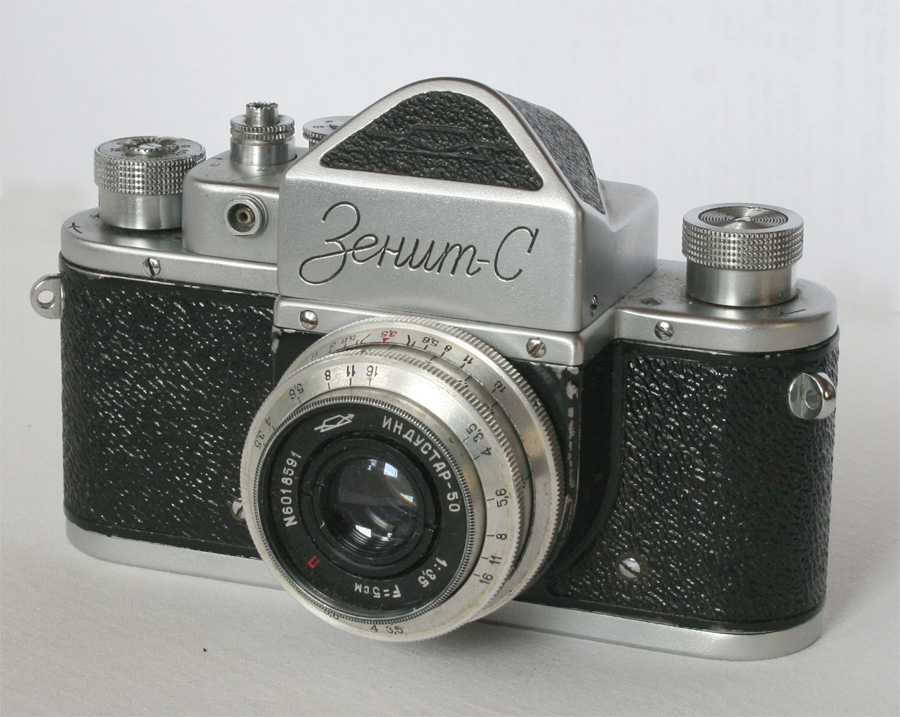
Фотокамера «Зенит-С» з об'єктивом «Индустар-50»

Зени́т-C — малоформатний однооб'єктивний дзеркальний фотоапарат з ручною установкою експозиції. Розроблений на Красногорському механічному заводі (КМЗ) і випускався там серійно в 1955—1961 рр. Друга модель під маркою «Зенит». Всього вироблено 232 949 камер «Зенит-С».

## Конструкція
«Зенит-С» — це модернізований Зенит випуску 1952 р. У конструкцію внесені дві суттєвих зміни:
1) доданий синхроконтакт с регулятором випередження синхронізації. Через це зміни зазнала конструкція кнопки спуску і кнопка вмикання зворотної перемотки плівки. Обойми для кріплення фотоспалаху на камері немає, спалах треба ставити на додатковий знімний кронштейн і під'єднувати до синхроконтакту кабелем;
2) змінений механізм опускання дзеркала. Замість не дуже вдалої важільної системи застосували мініатюрну лебідку зі шнурком.
В іншому конструкція залишилась такою ж: цільний литий корпус із алюмінієвого сплаву зі знімною нижньою кришкою, видошукач із матовим склом як фокусувальним екраном та незнімною пентапризмою, зведення затвора та перемотка плівки виконується поворотною головкою. Замок нижньої кришки допускає використання двоциліндрових касет, які розкриваються після закриття камери.

## Технічні характеристики
- Корпус металевий зі знімною задньою стінкою.
- Зведення затвора і перемотка плівки — головкою. Зворотне перемотування плівки головкою такого ж розміру що й головка зведення. Лічильник кадрів із ручною установкою першого кадру.
- Тип застосовуваного фотоматеріалу — фотоплівка типу 135 в стандартних касетах. Розмір кадру 24 × 36 мм.
- Затвор — механічний, шторково-щілинний з горизонтальним рухом полотняних шторок. Витримка затвора: від 1/25 до 1/500 сек, «ручна» та тривала.
- «Залипаюче» дзеркало, яке приводиться в положення для візування лише при заведеному затворі.
- Видошукач дзеркальний, з незмінною пентапризмою. Фокусувальний екран — матове скло.
- Штатний об'єктив — «Индустар-22» 3,5/50 або «Индустар-50» 3,5/50 з попередньою установкою діафрагми.
- Тип кріплення об'єктива — різьбове з'єднання M39×1/45,2.
- Синхроконтакт з регулятором випередження.
- Експонометр відсутній.
- Автоспуска немає.
- Різьба штативного гнізда 3/8 дюйма.